# Большое Солёное озеро
Большо́е Солёное о́зеро (англ. Great Salt Lake) — бессточное солёное озеро на западе США, в северо-западной части штата Юта. Расположено в пределах так называемого Большого Бассейна — крупнейшей бессточной области в Северной Америке. Занимает 6-е место по площади среди озёр США, но крупнейшее в стране из солёных.

## Этимология
Озеро открыто в 1776 году испанским монахом Эскаланте, но только в 1825 году, при вторичном открытии, английский торговец пушниной Бриджер дал ему название Большое Солёное озеро (англ. Great Salt Lake). Название мотивировано площадью озера (в разные годы от 2,5 до 6 тыс. км²) и вкусом воды (солёность от 140 до 300 ‰). В России название традиционно употребляется в русском переводе.

## История
Древним предшественником озера являлось крупное пресное озеро Бонневилл, не имевшее стока в океан. О размерах предшественника Большого Солёного озера можно судить по отложениям в районе современного озера. До прихода мормонов в 1848 году берега озера представляли собой практически безлюдную пустыню, за исключением редких индейских стоянок. При помощи искусственного орошения окрестности озера стали пригодны для сельского хозяйства; на реке Джордан мормонами был основан город Солт-Лейк-Сити, ныне являющийся столицей штата Юта и крупнейшим поселением на берегу озера (другим городом на берегу озера является Огден).

## Описание
Уровень воды в Большом Солёном озере, находясь в сильной зависимости от атмосферных осадков, год от года непостоянен и, соответственно, площадь озера также претерпевает изменения (так, около 1850 года площадь озера составляла 4600 км², а всего через несколько лет, в 1873 году — уже 5700 км²). К началу XX века Большое Солёное озеро почти пересохло, но уже в 1925 году его площадь приближалась к 5 тысячам км². Высыхание озера поднимает солёную пыль, ухудшая качество воздуха на побережье.
Солёность воды в озере меняется в зависимости от его площади; в отдельные годы она достигала 300 ‰ (наименьшая зафиксированная солёность — 137 ‰). Средняя глубина озера — 4,5—7,5 м, наибольшая — 13—15 м (амплитуда колебаний уровня в течение века составила около 5 м). Южная часть озера менее солёная из-за впадающих в него рек.
Высота над уровнем моря колеблется в пределах 1280—1290 м, но в особо засушливые годы уровень может понижаться, в более дождливые доходить до 1300 м. Стока не имеет; в озеро впадают небольшие реки — Бэр (крупнейшая), Вебер, Джордан и др. Последняя берёт начало несколько к югу от Большого Солёного озера, в озере Юта. Наибольший объём воды перечисленные реки приносят в озеро летом, во время таяния снегов в горах Уосатч; в этот период уровень воды в среднем повышается на 40 см. Островов мало, крупнейшие из них — остров Антелоп, Стэнсбери и Фримонт. Озеро служит источником глауберовой и поваренной соли; общий запас солей в озере во второй половине XX века оценивался в 6 млрд тонн.
Восточный берег озера населён плотнее западного. Дамба, по которой проходит железная дорога Union Pacific Railroad, разделяет озеро на две части, уровень поверхности воды в южной части обычно на 15—60 см выше чем в северной части, так как наибольший приход воды происходит с южной части озера. Западнее находится пустыня Большого Солёного Озера. С 1970 года на северо-восточном берегу озера находится крупная лэнд-арт-инсталляция «Спиральная дамба», одна из главных работ американского художника Роберта Смитсона.